# Amparihitsokatra
Amparihitsokatra is een plaats en commune in het oosten van Madagaskar, behorend tot het district Ambatondrazaka, dat gelegen is in de regio Alaotra-Mangoro. Tijdens een volkstelling in 2001 telde de plaats 10.037 inwoners.
De plaats biedt enkel lager onderwijs aan. 70 % van de bevolking werkt als landbouwer en 30 % verdient zijn brood als visser. De belangrijkste landbouwproducten zijn rijst en pinda's; andere belangrijke producten zijn mais en maniok.